# 林道亮
林道亮博士 （1911年1月18日—2009年10月11日）出生於中國浙江省，舊約聖經學者、聖經語言專家、《美國新標準版本聖經》（New American Standard Bible） 翻譯者之一、神學院教授、牧師，曾任臺灣臺北市中華福音神學院院長。

## 生平簡介
林道亮博士於1911年1月18日出生在中國浙江省溫嶺縣橫板橋村（今溫嶺市）的一個聖公會牧師家庭內。他於2009年10月11日星期天早上離世歸主。
林道亮早在六歲時便開始學著讀經。他父親在他六歲之前，便常讓他站在桌子上宣道。然而，林道亮直到十九歲時方才獲得轉變。那時，他內心深感自責、並細致地承認己罪，甚至將這些罪孽逐條寫下來，借此來反復地認罪，直到他清楚地知道，主耶穌基督的寶血確實「洗淨了（他）一切的罪」（約翰一書 1:7） 為止。他起初並不想進入傳道事業，但一位年長牧師有一天帶著淚水求他獻身於傳道事業。林道亮把這看成是神對他的召喚, 於是便進入南京一間神學院就讀。但他發現這間神學院內所傳授的屬于自由派的說教, 利用所謂「歷史批評法（historical critical method）」來否認聖經。他雖是位一流的學生，當他揚聲抗議對聖經的如此批判時，學院校長告誡他,「道亮, 如你閉嘴收聲, 我會送你去牛津大學讀書」。但林道亮沒有妥協，於1934年離開了那所神學院，因為他們所散布的是現代派說教。
他於1937年成為上海一間禧年教會 （Jubilee Church） 的牧師。從1938年至1939年，他擔任廣西基督教建道圣经学院（今建道神学院） （the Christian and Missionary Alliance Bible Institute of Kwangsi） 的院長。正是在這裡，他們遭到了日本軍隊的襲擊。當林道亮帶領學生逃離校園避難時，他的妻子金菊芳和女兒蓓蓓死在日本皇軍的槍彈下，而林道亮本人也摔斷了頸椎。在1940年期間，他首次來到美國，在協和神學理論學院（Concordia Theological Seminary） 和華盛頓大學（Washington University） 研讀希伯來文與希臘文。
在第二次世界大戰中，林道亮掌管 （上海）伯特利孤兒院，兼任伯特利中學校長。他同時擔任上海聖經學院主任。他還擔任過上海聖經學院的主任。戰後，他應邀擔任了位於杭州的華東神學院（East China Theological College） 主席；這學院附屬於中國內地會（China Inland Mission） 佈道組織。
林道亮在1940年娶吳維恩女士為妻, 於1945年生下一子，起名林榮平（英文: Samuel） — 他如今在馬里蘭州作外科醫生。林吳維恩女士於1967年9月13日去世。之後，林道亮博士於1969年2月續娶王禮華（Lily Wong）女士為妻，但她卻在林博士之前於2005年辭世。

## 學術事業
在1950年代，林道亮博士在南卡州的Bob Jones大學研究生院任教授。他在那裡教授系統神學理論、聖經神學理論、舊約希伯來語、聖經亞拉姆語、古阿拉伯語、以及古敘利亞語（Peshitta Syriac）。之後，他又在加州La Mirada的Talbot 神學院、以及伊利諾斯州Deerfield的聖三一福音學院（Trinity Evangelical Seminary） 任教。林博士還是美國聖經新標準版本 （New American Standard Bible） 舊約部的翻譯者之一。從1980年起, 他接任戴德生三世成為在臺灣臺北市的中華福音神學院（簡稱「華神」） 院長，於1991年退休。 在他退休後, 華神設立了「林道亮聖經釋意與教會成長 （Timothy Lin Chair of Biblical Interpretation and Church Growth）」的教授職位。

## 在洛杉磯地區的牧道工作
他於1961年間成為洛杉磯第一華人浸信會（the First Chinese Baptist Church） 的代理牧師。這間教會當時是一所不大景氣的80人左右的小教會。第二年, 他成為這間教會的常任牧師。從1960年代晚期至1970年代早期，這間教會得到了復興，並在幾年內成為一所每周出席人數超過兩千的大型教會。在林道亮博士的帶領下，洛杉磯的會眾在周圍各地開創了數間傳教分會, 包括了在Crenshaw（洛杉磯地區）, 沙加緬度 (加利福尼亞州), 加利西哥, 芳泉谷 (加利福尼亞州), 核桃市（Walnut）, 與蒙特利公園市（Monterey Park） 等處的分會。每處創辦時都有過300人的成員。
林道亮博士還是一位極受歡迎的聖經研討會講員。許多傳道士、教師、與牧師，都時常請他來作聖經釋意、教會成長的訓講。他傳教的足跡遍布了亞洲、北美、澳大利亞、與歐洲等地。
林道亮博士在他99歲生日之前三個月、於2009年10月11日在加州蒙特利公園市嘉惠爾醫院去世。

## 腳注
1. ↑  .   [2009-11-05]. （原始内容存档于2019-12-15）.